# Uwalskoje
Uwalskoje (ros. Увальское) – wieś (sieło) w Rosji, w obwodzie nowosybirskim, w rejonie tatarskim. W 2010 liczyła 661 mieszkańców.